# Віньківці

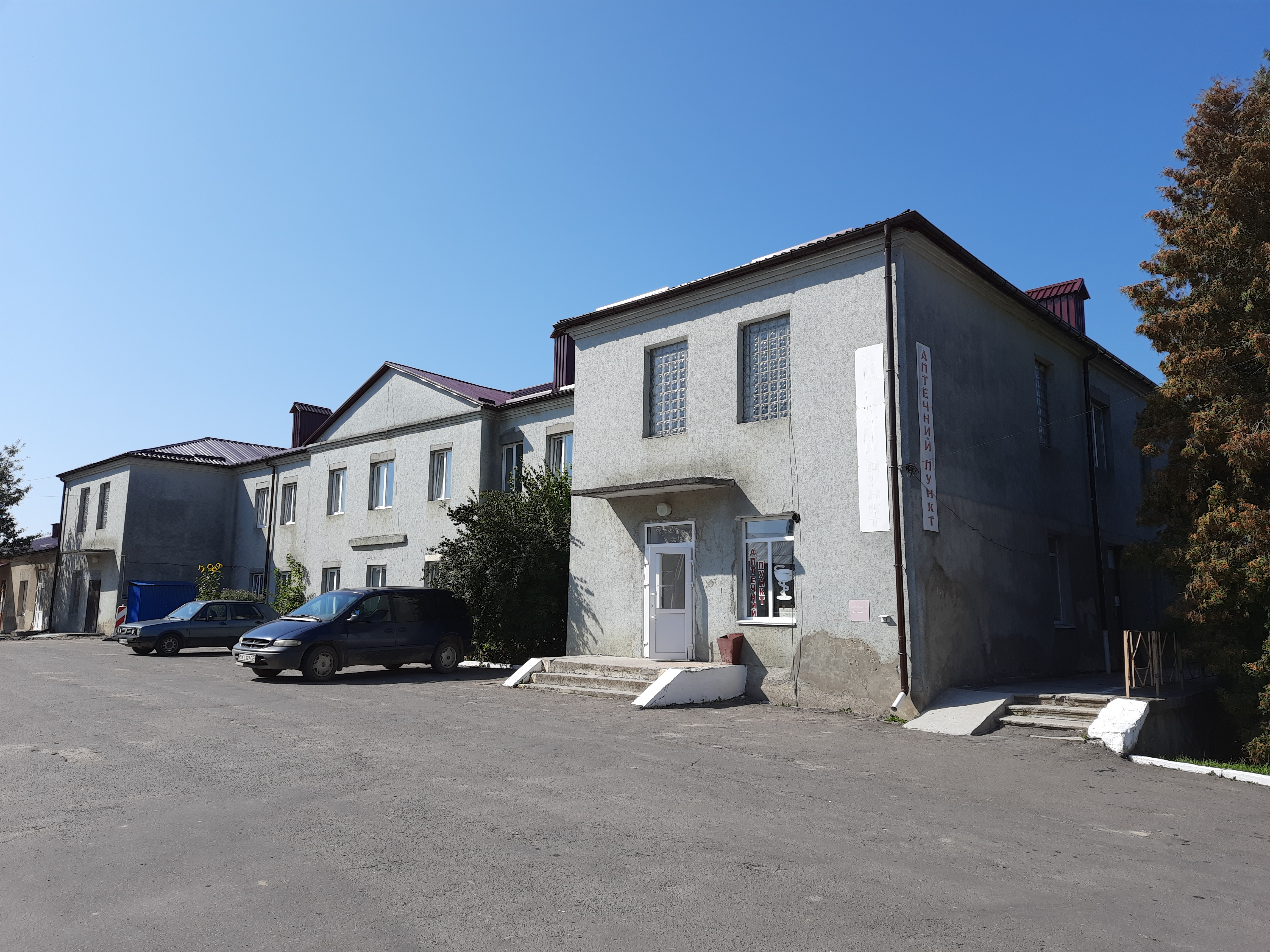
Палац поміщиків Косельських

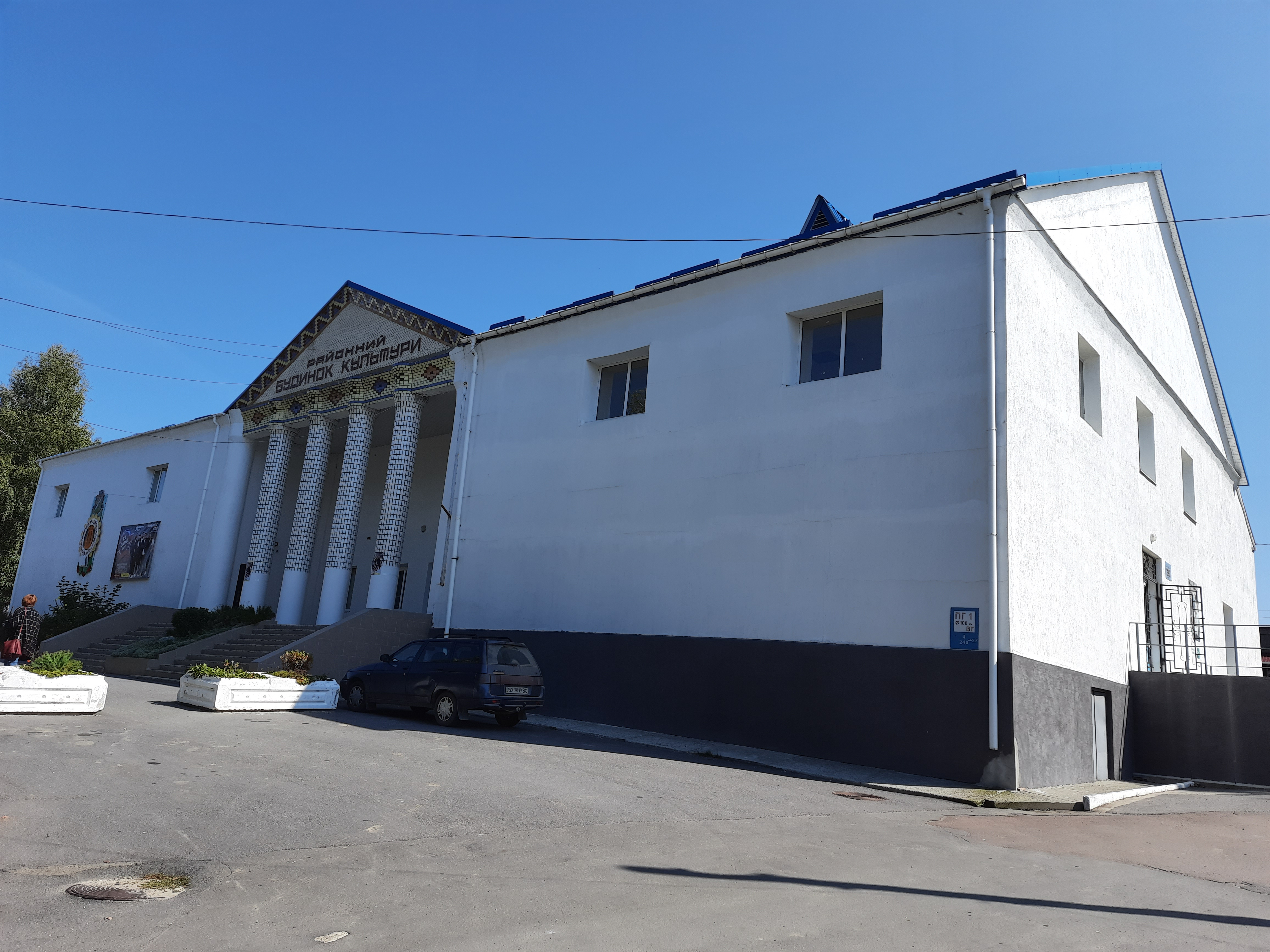
Будинок культури

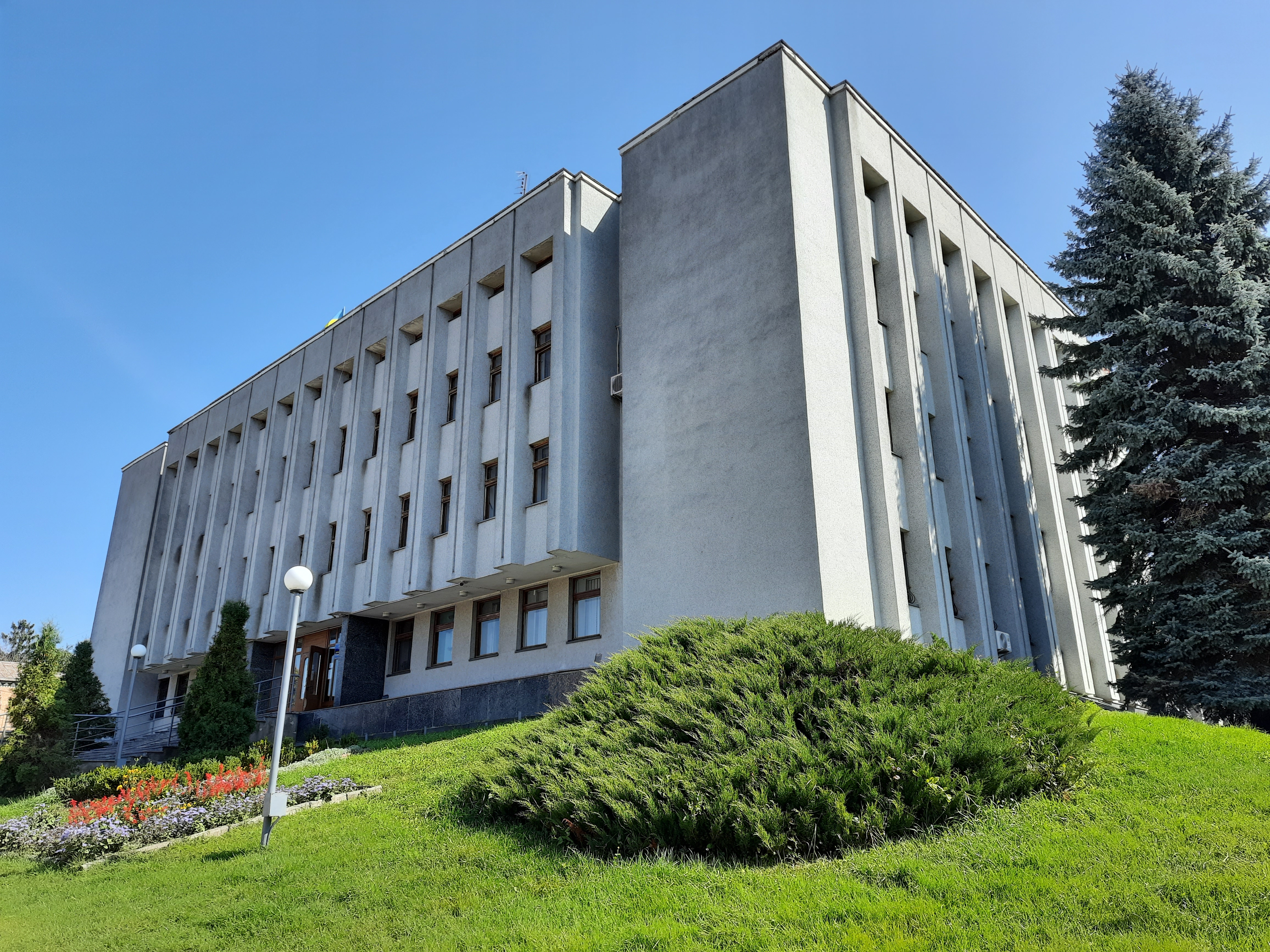
Адмінбудівля

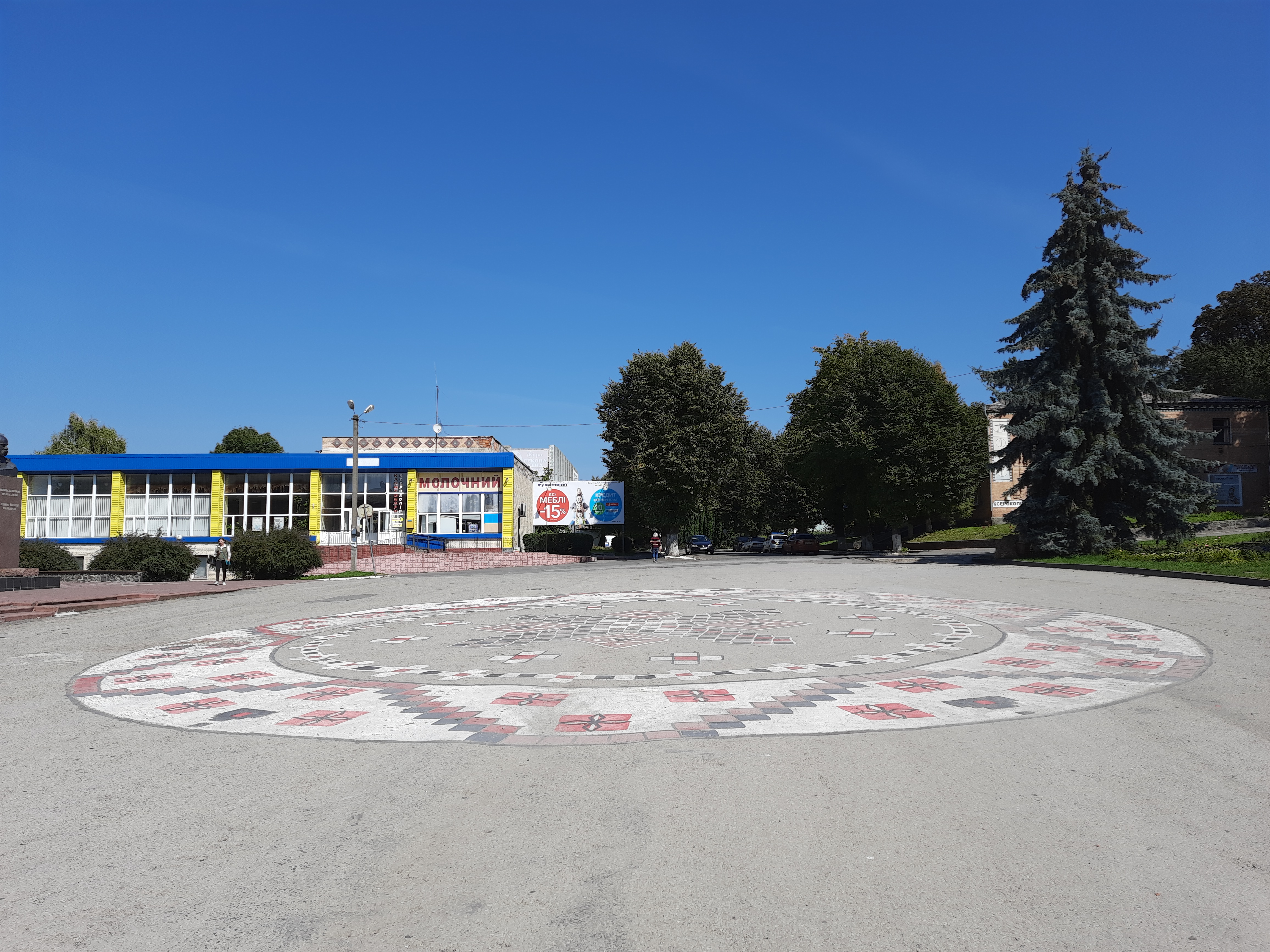
Площа в центрі

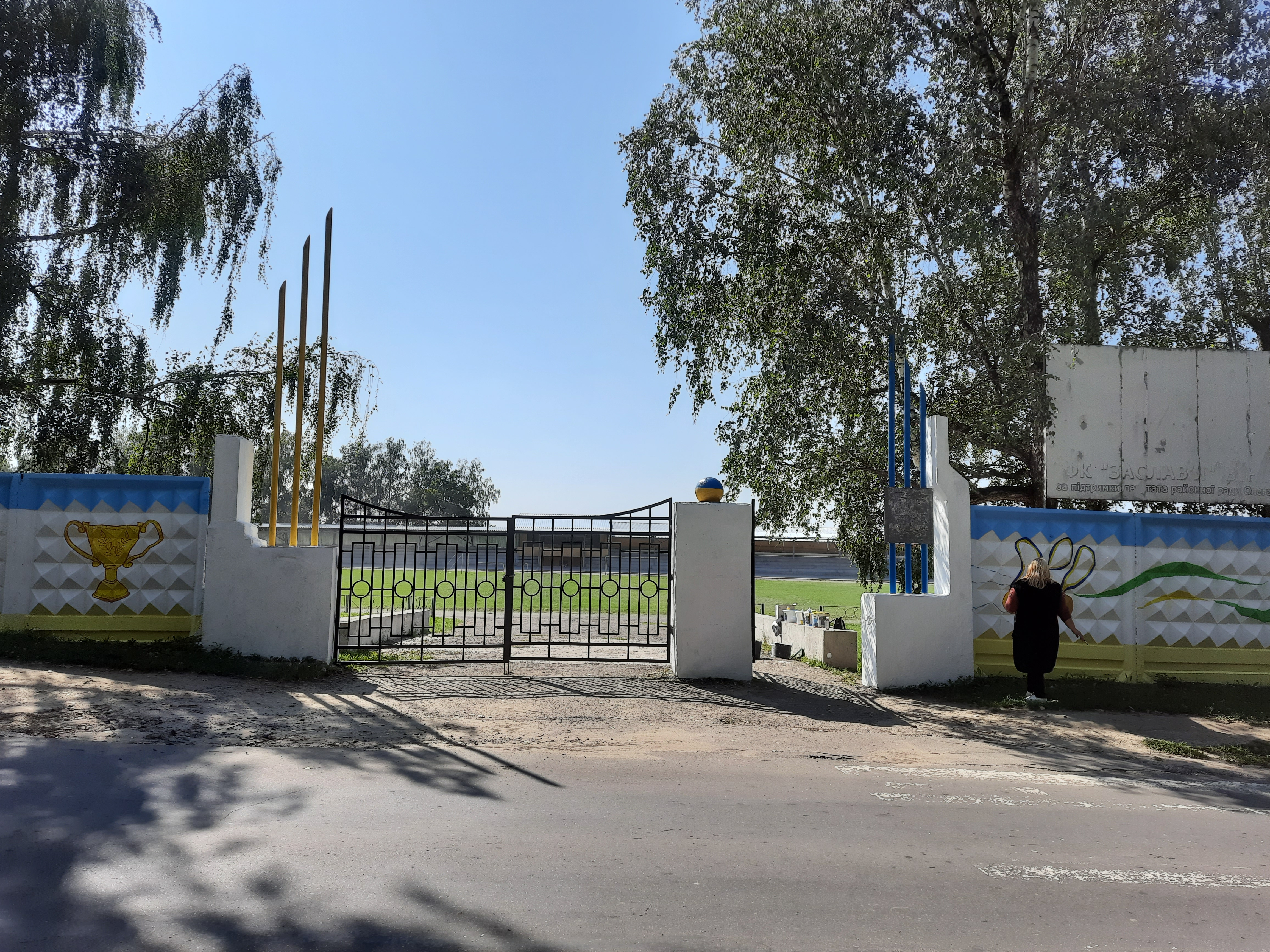
Стадіон

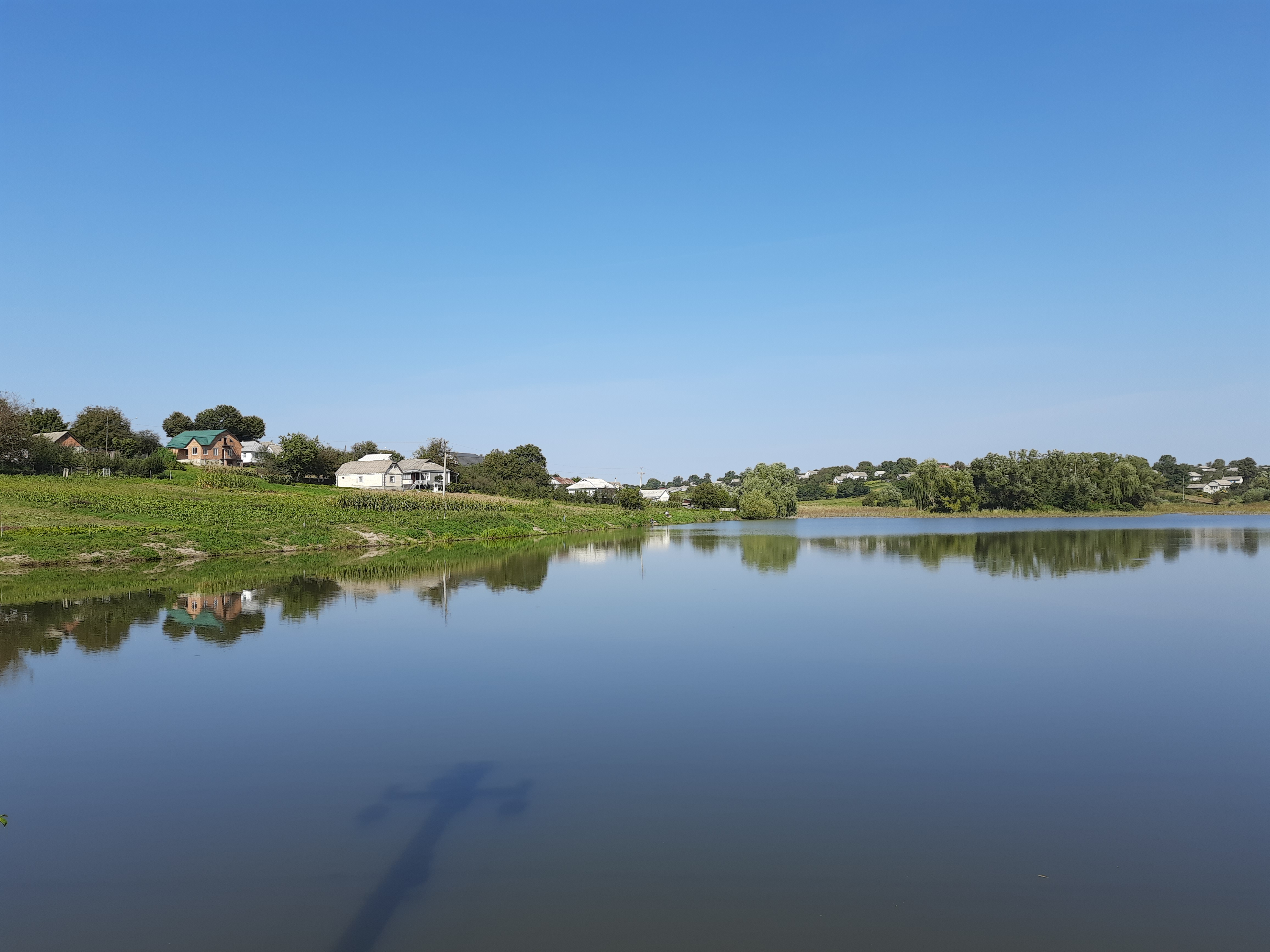
Став

Віньківці (у 1927—1938 роках — Затонськ) — селище в Україні, у Віньковецькій селищній громаді Хмельницького району Хмельницької області. Перша згадка 1493 року. Статус смт із 1957 року.

## Назва
Свою назву за цілком ймовірним припущенням Віньківці одержало від імені Вінцент, Вінько, за іншими даними — від слова «вінок». За третьою, теж цілком імовірною версією, від німецького слова «кут» (нім. Winkel). Адже й сьогодні частина Віньковець, що розташована на правому березі Калюса, прозивається «Кут».

## Географія
Містечко знаходиться за 40 кілометрів від залізничної станції Дунаївці на лінії Ярмолинці—Ларга. Розташоване в гористій місцевості на річці Калюс в Поділлі.

## Історія

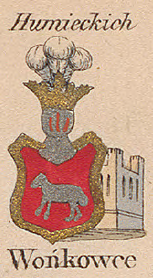
Віньківці на мапі Зигмунда Герстмана

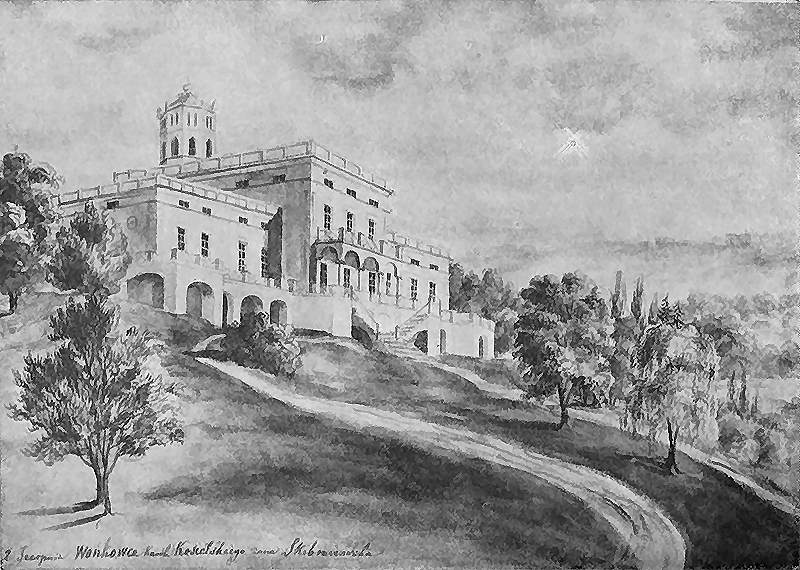
Наполеон Орда. Вінькивці

Першу писемну згадку про Віньківці знаходимо в податковому списку 1493 року. Тоді в поселенні нараховувалось 14 димів (податкових одиниць).
У 1616 році польський шляхтич Станіслав Лянцкоронський (бл.1585—1617, подільський воєвода, галицький каштелян, плоскирівський староста) купив кілька маєтностей на Поділлі в Ліховських, зокрема, Віньківці.
Належало шляхтичам Стареховським (Стажеховським), Тишкевичам, Гумецьким. Спадкоємці Яна Онуфрія Орловського продали Віньківці хорунжому белзькому — Гнату Черкасу.
Зоф'я Замєховська, вдова Станіслава Лянцкоронського: заснувала римо-католицький монастир Діви Марії Ангельскої у Віньківцях близько 1630 року (або 1643 року), первинна будівля дерев'яна, для францисканців. У своєму заповіті 5 вересня 1635 записала фундуш для місцевого шпиталю.
1643 року представних шляхетського роду Замєховських надав фундуш для місцевого костелу.
У 1780 році при Гумецьких костел було перебудовано у мурований. Костел мав чудотворний образ св. Антонія Падевського.
У 1836 проти кагалу Вінківців було збуджено справу по звинуваченню у вбивстві донощиків, які повідомляли владі про євреїв, що ховалися від рекрутчини.
Після 1863 року Кароль Косельський (пол. Karol Kosielski) вибудував у Віньківцях палац у «волоському стилі», який був однією з найкращих резиденцій в околицях.
Архітектор палацу не відомий, з 19 ст. залишилися два малюнки Наполеона Орди.
Палац був закладений на узгір'ї, головний фасад палацу був дворівневий, а тильний — трирівневий. Нижній поверх становила аркадова галерея з терасами нагорі. Посередині тераси знаходився ґанок з чотирма колонами, поєднаних угорі аркадами. На цих аркадах спиралася верхня менша тераса. З ґанку до парку вели двобігові сходи. Дах палацу був плоским.
У 1893 р. мало 319 осад, 2541 мешканця, православну церкву, парафіяльний костел, синагогу, 2 єврейських молитвених будинка, 1-класну школу, аптеку, 20 крамниць, 3 млина, 40 ремісників. Мало передмістя-Березовку, Майдан, Татаринку Римо-католицька громада разом з вірними з навколишніх сел налічувала 4415 чол.

### ПеріодУкраїнської Народної Республіки
7 (20) листопада 1917 року, відповідно до Третього Універсалу Української Центральної Ради, увійшло до складу Української Народної Республіки.
1 листопада 1920 року представники єврейської громади міста урочисто, з Торою, вітали Головного Отамана УНР Симона Петлюру в місті (супроводжували генерал Всеволод Петрів, ад'ютант — полковник О. Доценко, представники генштабу Армії УНР). Після виконання Гімну бурмістр з рабинами підніс хліб-сіль на рушнику.

### Радянська окупація
Великий слід залишили Голодомор та репресії. Репресіям піддавались селищна інтелігенція і безвинні селяни.
Активна діяльність Організації українських націоналістів була розгорнута у період з 1946 по 1951 рік на Віньковеччині. Провід ОУН за час свого існування нараховував до 15 активних учасників у підпіллі(які були на нелегальному становищі у лісах та зі зброєю), та кілька сотень симпатиків з місцевого населення, котрі допомагали повстанцям їжею, одягом, прихистком над головою та сховком від більшовиків.

### Незалежна Україна
24 серпня 1991 року Україна, а разом і Віньківці розпочали відлік нової доби. У селищі відкрито ряд приватних підприємств, посилився інтерес до власного історичного коріння.

## Населення
Населення: 6 937 мешканці за переписом 2001 року, 6473 мешканці 2011 року.

### Мова
Розподіл населення за рідною мовою за даними перепису 2001 року:
| Мова            | Кількість | Відсоток |
| --------------- | --------- | -------- |
| українська      | 6837      | 98.56%   |
| російська       | 76        | 1.10%    |
| вірменська      | 7         | 0.10%    |
| білоруська      | 6         | 0.09%    |
| румунська       | 4         | 0.06%    |
| болгарська      | 2         | 0.03%    |
| інші/не вказали | 5         | 0.06%    |
| Усього          | 6937      | 100%     |

## Пам'ятки
- Палац у Віньківцях

## Храми
- Свято-Воскресенський храм, сайт «Православна Віньковеччина» http://www.vinkivci.org/ [Архівовано 14 липня 2014 у Wayback Machine.]
- Свято-Димитрієвський храм
- Католицький храм святого Антонія

## Освіта

### ВіньковецькийНВК
Станом на 2009 рік у Віньковецькому НВК навчається 672 дитини.

## Культура
Перша згадка про бібліотеку у Віньківцях датується 1921 роком. В той час велика увага приділялася боротьбі з неписьменністю. У селищі було створено 2 пункти лікнепу, а через два роки їх було вже 4. Плідну роботу проводили сільбуд, хата-читальня, бібліотека.

## Економіка і соціальна сфера
У смт працює сирзавод. Розвинута соціальна інфраструктура та торгівля.

## Спорт
У теперішній час у Віньковецькому районі приділяється значна увага фізичному вихованню. В смт. Віньківці створено і діє місцевий футбольний клуб «Заслав'я», який тренує Бабій Петро Петрович. В футбол грають не тільки хлопці, а й дівчата. Серед інших видів на аматорському рівні поширені настільний теніс, волейбол, баскетбол та інші види спорту, у яких практикуються як діти, так і дорослі.

## Відомі люди

### Народились
- Стороженко Микола Опанасович (5 березня 1935 р., смт. Віньківці — 04 травня 2014, Москва) — заслужений лікар РФ, Президент Національної Курортної Асоціації РФ, Президент Всесвітньої Федерації Водолікування та Кліматолікування, професор.
- Головацький Яків (чернець Ізихіїл,[13] або Ісихій) — живописець, чернець-василіянин.[14]
- Корольчук Сергій Васильович (1988—2022) — старший солдат Збройних Сил України, учасник російсько-української війни, що загинув у ході російського вторгнення в Україну в 2022 році.
- Андрій Володимирович Стаднік (нар. 15 квітня, 1982, смт. Віньківці Хмельницької області) — лідер збірної України з вільної боротьби у ваговій категорії до 66 кг, срібний призер ХХІХ літніх Олімпійських ігор в Пекіні. Заслужений майстер спорту. Народився і виховувався у спортивній багатодітній сім'ї: батько — майстер спорту з вільної боротьби і перший тренер сина, мама — легкоатлетка, закінчила Львівський інститут фізкультури.
- Валентина Миколаївна Макогон (нар. 21 січня 1952 р., смт Віньківці) — українська журналістка. У 1977 р. закінчила факультет журналістики ордена Леніна Львівського державного університету ім. Івана Франка. Працювала завідувачем відділу Віньковецької районної газети (Хмельницька область), відповідальним секретарем Кіцманської районної газети «Радянське життя», відтак — «Вільне життя» (Чернівецька область), головним редактором цього часопису. Пише на соціальні та морально-етичні теми. Її творча праця відзначена Подякою Президента України, дипломами та грамотами секретаріату Національної спілки журналістів України. Член НСЖУ.
- Рудь Сергій Леонідович народився 24 квітня 1977 року в смт Віньківці Хмельницької області. Начальник Управління державної охорони україни(полковник).

### Пов'язані з Віньківцями
- Горбатюк Марія Євгенівна — заслужений працівник промисловості України[15].
- Писаренко Павло Трохимович — Герой Радянського Союзу, начальник місцевої автостанції, похований в селищі
- Староста Петро Іванович — представник селищної інтелігенції  Народився 11 жовтня 1948 року в селі Зоряне Віньковецького району Хмельницької області в селянській родині. Закінчив Рівненську партійну школу і Кам'янець-Подільський сільськогосподарський інститут. Працював на комсомольській, партійній і господарській роботах. Дев'ять років поспіль працював заступником Голови Віньковецької районної ради. Автор збірок поезій «Яблунева заметіль» та «Місячна підкова».
- Дупляк Степан Анатолійович — український поет, правник, представник сучасної української літератури покоління двотисячників.
- Директор школи — Богданов Іван Миколайович.

## Цікаві факти
- «Camino Podolico» — це подільський шлях святого Якова, який поєднує міста: Вінниця, Бар та Кам'янець-Подільський, а також шлях включає Віньківці, як один з етапів маршруту.[16]